# Dziady (album)
Dziady – album polskiej grupy folkowej Jar, który ukazał się 4 lipca 2019 roku na łamach wytwórni 953492 Records DK. W skład albumu wchodzi 11 kompozycji.

## Lista utworów
1. Obiata
2. W Dunajeczek
3. Zaszumiała ciemna jodła
4. Młodzian biały
5. Za lasami kruki kraczą
6. Kraboszkowy krąg
7. Czarna Rola
8. Pojechał pan na łowy
9. Na polu dożynano
10. Pan Krakowski Jedzie
11. Korowaju